# Basketball Arena
El Basketball Arena o Arena de Baloncesto de Londres para los Juegos Olímpicos de 2012 y los Juegos Paralímpicos de 2012 de Londres, Reino Unido se encuentra en el Parque Olímpico en Stratford, Londres.
La candidatura olímpica de Londres propone que habrá cuatro escenarios en el Parque Olímpico, pero el plan general revisado y publicado en el año 2006 redujo a tres, con el voleibol los partidos, se trasladó a Earls Court. La esgrima también fue cancelado, y la esgrima ahora tendrá lugar en el Centro de Exposiciones ExCeL.
Albergó las pruebas de los cuartos de final masculinos y las semifinales y final de ambos de balonmano y para las pruebas de baloncesto, excepto la final que se disputó en el North Greenwich Arena, durante los Juegos Olímpicos y en los Paralímpicos, el baloncesto en silla de ruedas y el rugby en silla de ruedas.
- Datos: Q810351
- Multimedia: Basketball Arena (London) / Q810351